# Beeke jezik
Beeke jezik (ISO 639-3: bkf), nigersko-kongoanski jezik porodice bantu, kojim govori 1 000 ljudi (1994 SIL) u Demokratskoj Republici Kongo u provinciji Orientale.
Govori se u dva sela u zajednicama (collectivités) Bandaka i Bombo. Etnički su možda od plemena Bali. Jezik pripada podskupini Lega-Kalanga (D.20), a mnogi preferiraju ndaka [ndk].

## Vanjske poveznice
- Ethnologue (14th)
- Ethnologue (15th)